# Chrysolina warchalowskii
Chrysolina warchalowskii es un coleóptero de la familia Chrysomelidae.
Fue descrita científicamente en 2005 por Lopatin.